# その愛のもとに
「その愛のもとに（With Your Love）」（そのあいのもとに ウィズ・ユア・ラヴ）は、鈴木雅之の曲。作詞は安岡優、作曲は黒沢薫のゴスペラーズ・コンビによるミドルテンポの楽曲である。

## 解説
シングルは、前作シングル「君を抱いて眠りたい」の別バージョンとの両A面シングル『その愛のもとに （With Your Love）／君を抱いて眠りたい（2005 a cappella Version）』として、2005年3月16日に発売された。また、アルバム『Ebony & Ivory』（同年4月20日発売）にも収録された。
タイアップとして、プロミスのCM曲に使用された。

## シングル

### シングル収録曲
| #         | タイトル                                                   | 作詞      | 作曲      | 編曲      | 時間  |
| --------- | ---------------------------------------------------------- | --------- | --------- | --------- | ----- |
| 1.        | 「その愛のもとに （With Your Love）」(「プロミス」TV-CF曲) | 安岡優    | 黒沢薫    | 中野雅仁  | 4:10  |
| 2.        | 「君を抱いて眠りたい（2005 a cappella Version）」          | 松井五郎  | UZA       | 橘哲夫    | 3:53  |
| 3.        | 「その愛のもとに （With Your Love） 〜Instrumental〜」     |           |           |           | 4:07  |
| 合計時間: | 合計時間:                                                  | 合計時間: | 合計時間: | 合計時間: | 12:10 |